# Estàtues menhirs del grup cors

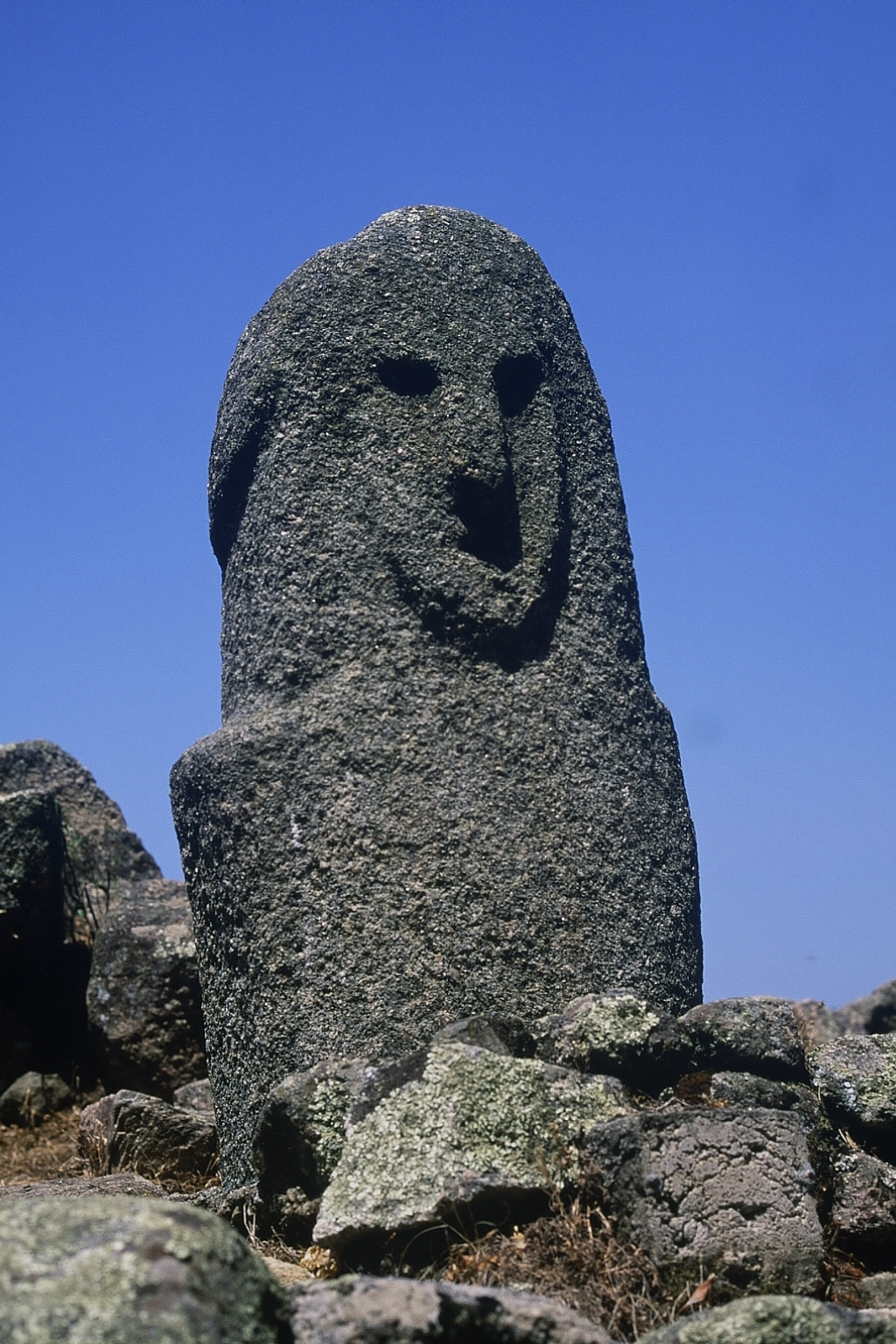

Les estàtues menhirs del grup cors inclouen un centenar d'estàtues menhirs descobertes a Còrsega. Es distingeixen d'altres grups d'estàtues menhirs coneguts a Europa i a la conca mediterrània per la seua major alçada, la gran homogeneïtat estilística, la iconografia original i la cronologia particular. Són un dels elements més espectaculars i la darrera etapa del megalitisme cors.

## Història
Algunes estàtues menhirs corses eren conegudes des de feia molt de temps. Prosper Mérimée va descriure el menhir de la Stantara d'Apricciani ja al 1840 en Notes d'un voyage en Corse, que va identificar com un «ídol dels moros». En el seu inventari de 1931, el comandant Octobon qualificà de «prou pobre» el grup cors, del qual llavors només es coneixien sis estàtues. Del 1950 ençà, els descobriments de Roger Grosjean li'n feren elaborar un primer inventari i proposar una primera datació d'aquestes escultures, distingint-ne entre un primer període (finals del mil·lenni III abans de la nostra era) d'estàtues desarmades i un segon període corresponent a estàtues armades (entre el 1500 i el 1000 ae).
En la dècada dels 1960, els treballs de Roger Grosjean van contribuir també a la «teoria de les Shardanes», que tempta de donar una interpretació global de l'evolució històrica de Còrsega des del Neolític fins a l'edat del bronze. Aquesta teoria explica l'aparició dels jaciments estatuaris menhirs i forts a Còrsega, que constitueixen nous elements que marquen una ruptura al final de la primera edat del bronze, com a prova del conflicte que hauria enfrontat la població autòctona amb invasors d'origen sherden, els quals, després de la seua derrota cap al 1200 ae a mans de Ramsés III, s'haurien estés per les costes de la Mediterrània, en particular per Còrsega i Sardenya. Segons Grosjean, les armes representades en les estàtues menhirs de Còrsega, sobretot a Filitosa i Cauria, no pertanyien pas a la població autòctona, i eren comparables a les dels baixos relleus de Medinet Habu que representen la batalla naval entre Ramsés III i els Pobles de la mar. Les estàtues haurien estat erigides pels invasors per a celebrar la victòria sobre els invasors, que les haurien trencat i reutilitzat en les seues construccions (Filitosa). Aquesta teoria va ser discutida, ja que no resistia una comparació estricta entre les representacions de Medinet Habu i les de les estàtues menhirs corses, però no per això va deixar de tenir èxit. A la primeria dels anys 1990, el descobriment a Terrina, per l'equip de Gabriel Camps, d'una cultura terriniana present en tota l'illa, que dominava la producció de metalls a mitjan tercer mil·lenni abans de la nostra era i fabricava armes idèntiques a les representades en les estàtues menhirs, feu abandonar la teoria shirdana, i demostrava que no s'havia produït pas cap ruptura amb el passat al final de l'edat del bronze inicial. A partir dels anys 1990, les recerques a la vall del riu Taravo i a l'altiplà de Cauria en completaren els inventaris i demostraren que les estàtues menhirs i els edificis terrians van ser erigits pel mateix grup humà.

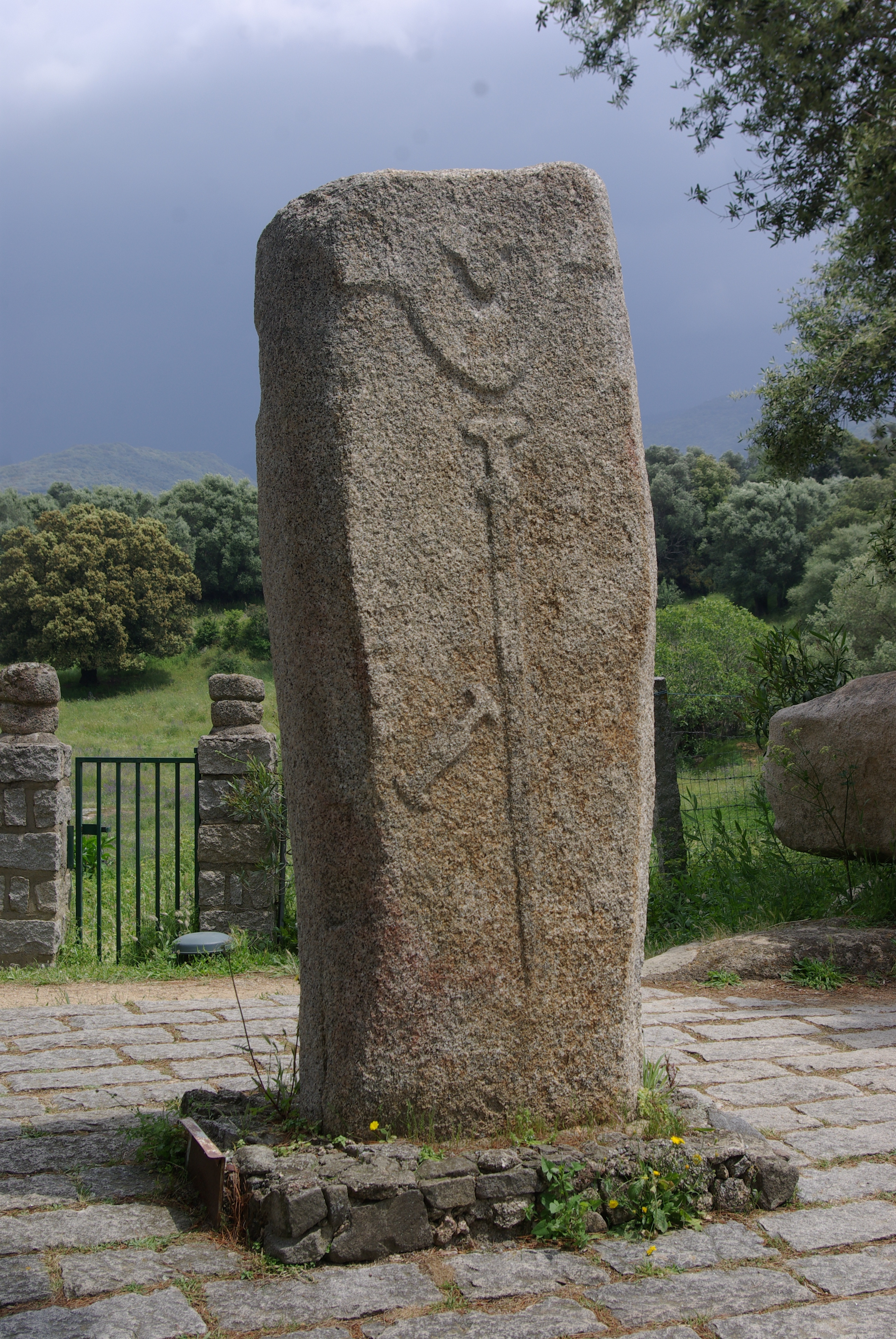
Estàtua menhir de Filitosa V

## Característiques generals
Al voltant d'un centenar d'estàtues menhirs (96 estàtues menhirs i 14 menhirs esteles) s'han registrat a Còrsega, i són per quasi tota l'illa, tot i que hi ha una alta densitat al sud, des de la costa fins a la mitja muntanya, amb preferència per les zones obertes (altiplans, valls). Depenent de la roca mare local, se'n construïren en arcosa, calcària, esquist... la majoria, però, són de granit. Les estàtues menhirs s'esculpiren exemptes o en baix relleu.

### Característiques antropomòrfiques
Les estàtues menhirs de Còrsega són les més altes de la conca mediterrània, amb una alçada que varia entre 2,20 m i 3,74 m. Tenint en compte la part soterrada (0,40 m a 0,50 m), l'altura és aproximadament comparable o superior a la d'una persona. Amb les seues formes regulars i el seu fort antropomorfisme, cada vegada més realista amb el pas del temps i accentuat per la representació de robes i armes, «enlloc és més apropiat el terme estàtues menhirs». La seua gran homogeneïtat estilística reflecteix una codificació iconogràfica comuna a tots els grups humans de l'illa. Les variacions estilístiques són menors, tret dels atributs de la roba. Les variacions estètiques corresponen a la morfologia de la pedra emprada o a un major o menor grau d'esquematització dels personatges i atributs.
El cap de l'escultura es confon a voltes amb el tronc i llavors l'estàtua s'assembla a una fita, mentre que altres vegades està clarament separada del tronc per un coll. Els rostres en són ovalats, a voltes molt allargats, però són molt homogenis en la composició. Els ulls estan enfonsats i el nas allargat en relleu. La boca es representa sempre, tancada per una simple línia horitzontal o bé oberta per una forma ovalada buida. Les orelles a vegades hi són de manera prominent (Niolu-Sagona, Nebio) o més curtes (grups sud-occidentals). Quasi totes les escultures tenen un bony a la part superior del cap, reconegut com un casc, un tocat o cabellera; només tres estàtues menhirs, però, tenen forats a les temples que, segons Roger Grosjean, contenien banyes reals.
Hi ha algunes representacions de pits en forma de cúpules o protuberàncies semiesfèriques (Castaldu, grup Sagone) però cap del sexe. Només sis estàtues tenen braços; les cames, però, estan sempre absents. És en el pit i l'esquena on la diversitat és major. A l'esquena, una quinzena d'estàtues representen la columna vertebral, sempre en buit, i els omòplats, sempre en relleu. Els gravats curvilinis en forma d'«espina de peix» que envolten el tors o l'esquena (Filitosa X i XIII, Scalsa Murta) s'interpreten com una representació de les costelles o com una cuirassa (Grosjean). Les estàtues menhirs corses són asexuades. L'absència d'armes i l'existència de cúpules que representen pits en algunes estàtues del nord de l'illa feren pensar a Joseph Cesari que es tractava d'estàtues menhirs femenines; l'existència, però, d'un «tocat», interpretat com un casc amb proteccions laterals, invalida aquesta hipòtesi.

### Armes representades
Els atributs representats són escassos; solen ser representacions d'armes, realistes (espasa, daga), a vegades associades a corretges, que constitueixen a vegades l'únic motiu decoratiu de l'escultura (Pozzone, Palaghju, Apazzu, Cauria V i VII). Hi ha 41 estàtues menhirs armades amb un total de 45 armes (28 espases, 12 punyals, 4 fragments de fulla, 1 sageta). Les llances mai es representen, encara que són comunes en les troballes arqueològiques. Les espases i les dagues es representen de front, la majoria en posició vertical (suspeses o no d'un baldric), més rarament inclinades (sobretot les dagues), algunes amb beina.
Moltes estàtues estan desarmades, també les del sud de l'illa (Appriciani, Tarvo, Tavera, O Scumunicatu, O Nativu, Nuvallela, Pieva, Murtola)..És probable que l'existència o absència d'aquests atributs guerrers distingisca personatges de diferent estatus. Aquestes armes estan gravades o esculpides en baix relleu, però els atributs també podrien haver estat representats d'una altra forma en el passat (pintura), ja que s'han descobert estàtues menhirs amb restes de coloració vermella (Cauria, Filitosa). També podria ser que les armes s'hi afegissen després d'erigir el monument.

### Subgrups
Tenint en compte la distribució geogràfica i les característiques morfològiques i iconogràfiques, en concret per la presència o absència d'armes, les estàtues menhirs corses se solen classificar en quatre subgrups, dos del nord (grup de Nebbio i de Sagone) i dos del sud-oest de l'illa (grup de Taravo, de Sartenais):
- El grup Nebbio es caracteritza per exemplars més menuts, amb formes més geomètriques, de coll ample, espatles curtes i silueta regular, que s'estreny cap a la base. Els trets antropomorfs són més detallats (pit, orelles) i el rostre apareix de manera molt realista (Capo Castinco), però la principal característica n'és l'absència d'armes.

- El subgrup Sagone conté estàtues encara més corpulentes que les de Nebbio, en què les orelles s'uneixen a un pentinat arredonit i bombat, i es caracteritzen per la representació del mugró del pit amb cupuletes.
- El subgrup Taravo és el més important en nombre, i els jaciments on es troba són molt densos, com el de Filitosa. Les escultures són grans, les figuracions molt esquemàtiques (Filitosa X i XV) o molt realistes (Filitosa VI, IX, XIII), i quasi totes tenen armes en baix relleu.
- el subgrup de Sartenais està format per estàtues, de vegades en l'important alineament megalític del sud-oest de l'illa (Palahgju, Apazzu, I Stantari, Rinaghju), on la densitat de jaciments és molt alta, amb una esquematització molt forta amb estàtues en forma de fita o quasi rectangulars.

## Context del descobriment
La majoria d'estàtues menhirs es trobaren en zones de conreu, a les parts baixes de les valls i en petits altiplans, mentre que una dotzena (grup de Nebbiu, zona de Niolu) eren en un context més muntanyenc i pastoral. Quasi tots els monuments s'alçaren en relació amb la topografia, a prop de rutes (guals, passos) o tocant a deus o aiguamolls (Rinaghju, I Stantari, Apazzu, Palaghju). En dos terços dels casos, s'aixecaren a prop d'assentaments fortificats (Pozzonu, Valle, Curnadoghja, E Collule). «La reutilització de moltes estàtues en el parament del monument central de Filitosa és un cas aïllat». Algunes se n'erigiren en associació amb altres megàlits dins l'alineament de pedres unides a menhirs, d'altres en connexió amb monuments funeraris (Palaghju, Rinaghju, Tavaro).

## Datació
Les estàtues menhirs corses són l'exemple més recent i més complet del megalitisme antropomorf cors. Van aparéixer cap al 1300/1000 abans de la nostra era al sud-oest de l'illa (altiplà de Cauria), uns 1.800 anys després de les estàtues menhirs continentals i de les geogràficament més properes a les de Sardenya, i en un context sociocultural i territorial molt diferent.
L'homogeneïtat estilística de les estàtues suggereix que daten del mateix període, però l'absència o no d'armes accentua una distinció entre les estàtues del nord de l'illa i les del sud. Les armes permeten datar-les en un període comprés entre el bronze mitjà i el bronze final, mentre que les escultures desarmades podrien datar d'un període anterior comprés entre finals del Neolític i principis de l'edat del bronze. L'aparició d'estàtues menhirs armades correspon al creixement d'«una societat jerarquitzada, les figures de la qual més importants són representades com a guerrers i estan clarament implicades en l'adopció de nous conceptes territorials amb la monumentalització de punts notables del paisatge, com ara cruïlles, guals i aqüífers». L'aparició de construccions defensives (castells, torres) i les representacions d'individus armats indiquen el malestar social que vivien les poblacions humanes assentades a la riba mediterrània en aquella època.